# Chamarri Conner
Chamarri Elijah Conner (Jacksonville, Florida; 11 de julio de 2000) más conocido como Chamarri Conner, es un jugador profesional estadounidense de fútbol americano, se desempeña en la posición de safety en Kansas City Chiefs, en la National Football League (NFL).

## Carrera
Hizo su debut profesional con el equipo Kansas City Chiefs, lleva jugando una temporada, comenzó en el 2023.